# Битка на Моравском пољу
Битка на Моравском пољу се одиграла 26. августа 1278. и била је кључни догађај за историју средње Европе у наредним вековима. Супротстављене стране су биле бохемијска (чешка) војска коју је предводио пшемисловски краљ Отокар II и царска војска предвођена немачким краљем Рудолфом I Хабзбуршким у савезу са угарским краљем Ладиславом IV Куманцем. Битка је била део похода Рудолфа Хабзбуршког да осигура признање за цара Светог римског царства. Иако су обе стране у својим војскама имале пешадију, битка је углавном била велики окршај тешких витезова коњаника, мада су кумански коњаници-стрелци у угарској војсци играли важну улогу. Битка је коначно решена нападом из засeде царско-угарске војске, што се у оно време сматрала нечасним и против правила витештва.

## Позадина
Моравско поље је равница у Доњој Аустрији, између леве обале Дунава и десне обале Мораве. Раскрсница је путева који воде из јужне Немачке и Чешке ка доњем Подунављу, односно ка Јадранском мору. Чешки краљ Отакар II тешко је поразио угарску војску под Белом IV у бици код Кројсенбруна на Моравском пољу 12. јула 1260.
Уплитање немачког краља Рудолфа I у управљање Чешком и Моравском било је повод да се Отакар II лати оружја. Позвао је своје вазале из Чешке и Моравске, савезнике из Пољске и најамнике из Саксоније и Бранденбурга. Успео је да прикупи у рејону Брна око 1.000 витезова у пуној опреми и око 2.000 лаких коњаника.
Рудолф је од феудалног позива Аустрије, Корушке, Штајерске и Швапске сакупио око 2.000 коњаника, од којих до 300 на оклопљеним коњима. Њему се придружио, са око 14.000 људи, угарски краљ Ладислав IV, жељан реванша за пораз свог оца код Кројсенбруна. Међу Мађарима било је неколико хиљада Кумана, изразитих номадских коњаника. Мађари су били, претежно, коњаници-стрелци, само је племство било опремљено за блиску борбу.

## Битка
Чешке и немачко-угарске снаге среле су се 26. августа 1278. код Дирнкрута на Моравском пољу. Борбени поредак сукобљених снага тешко је реконструисати са потпуном тачношћу. Тактика тог времена највише упућује на ону од неких 12 постојећих изворних верзија, по којој је војска Отакара II била подељена у 7 феудалних контингената постављених у две линије, са резервом у трећој. Немци су се, по тој верзији, поставили на десно крило борбеног поретка у три степена, Мађари лево у два, а Кумани расуто испред Мађара.
Битка је отпочета акцијом Кумана који су, пошто су се поставили у полукруг према десном крилу непријатеља, почели да обасипају стрелама његове збијене редове. Потом су кренули у напад лаки мађарски коњаници, чији су притисак убрзо појачали тешки. Разбијено је Отакарово десно крило и центар. Успех левог крила, којим је командовао сам Отакар, Рудолф је увођењем резерве у борбу претворио у пораз. Отакар је збачен с коња и убијен. Убрзо је пао и чешки логор брањен пешадијом.

## Последице
Садејство лаких коњаника-стрелаца (Мађара) и коњаника-оклопника (Немаца), поразило је једнострано наоружану и бројно инфериорнију коњичку војску Отакара II. Овом победом Рудолф је учврстио власт у Аустрији, Штајерској и Крањској.